# Kisrákos
Kisrákos è un comune dell'Ungheria di 234 abitanti (dati 2001). È situato nella contea di Vas.